# Il più fragile
Il più fragile è un brano di Gianluca Grignani pubblicato come singolo il 12 marzo 2010, ed in seguito inserito nell'album Romantico Rock Show. La canzone è stata scritta e prodotta dallo stesso Grignani.. Il brano viene inserito nella compilation Radio Italia Top 2010

## Tracce
1. Il più fragile – 4:12

## Classifiche
| Classifica (2010) | Posizione massima |
| ----------------- | ----------------- |
| Italia            | 42                |